# Uraga haemorrhoa
Uraga haemorrhoa là một loài bướm đêm thuộc phân họ Arctiinae, họ Erebidae.